# コンサドールズ
コンサドールズ（Consadolls）は、日本プロサッカーリーグ（Jリーグ）に加盟する北海道コンサドーレ札幌のオフィシャルダンスドリルチーム。

## 概要
コンサドールズはトップ・サテライトの他に、サッカー同様にユース(中高生)・ジュニア(小中学生)・キッズ(園児)を設けて育成も行っている。トップとサテライトは『勝利の女神』として全てのホームゲームでダンスパフォーマンスを披露する他、クラブの広報宣伝活動や地域貢献活動として、道内の様々なイベントにも参加出演する。地域貢献活動はドールズとドーレくんと選手で結成する『サンタ隊』として、養護施設訪問や病院訪問(小児科)など参加をする。ユース・ジュニア・キッズはホームゲームでイベントやビッグゲームの開催の際はトップと一緒にダンスパフォーマンスを披露する。
毎年、1回だけオーディションが開催され、トップとサテライトもこのオーディションに参加する。ドールズは年齢制限(25歳まで)を設けていたが、2019年のオーディション募集から年齢制限が撤廃された。書類選考で通過した者のみが次のオーディションに参加ができる。オーディションではダンス(基礎、基本動作)、1分間のオリジナルダンス(選曲自由)、応援コール、集団面接が行われる。

### ファイターズガールとの交流
2011年にファイターズガール(北海道日本ハムファイターズのチアリーディング)と9月7日と21日に交流したことがある。7日はファイターズのホームでファイターズガールと共にコンサドールズが出演。21日にはコンサドーレ札幌のホームでコンサドールズと共にファイターズガールが出演した。

### 月下美人
2007年から毎年行われる一般公募で集められた60歳以上の女性で結成する『月下美人』がドールズシニアとして簡単なダンスパフォーマンスでコンサドーレ札幌のホームゲームに一日限定で出演する。月下美人講座では、ホームゲームでダンスパフォーマンスを披露することとは関係なく、ダンスを楽しむための講座があり、プロデューサーやドールズメンバーが丁寧に指導をしてくれる。なお、主催はコンサドーレ北海道スポーツクラブが担当。

## 歴史
金子桂子が主宰のスタジオNEOに所属する国内外で実績を持つ『NEOロケッツ』が母体となり、日本サッカー史上初のオフィシャルダンスドリルチームとして1997年に誕生。始動当初はスタジオNEOの生徒が中心に結成していた。同年5月15日のJFL第5節大塚FC戦(札幌厚別)でデビューし、1998年4月15日には仙台スタジアム(浦和戦)で道外デビューした。

### 年表
- 1997年 - コンサドールズ結成、ホームゲームデビュー[12]
- 1998年 - Jリーグオールスターに出演[12][13]、ユースチームが出演[14]
- 1999年 - ジュニアチームが始動[12]
- 2001年 - 札幌ドームのオープニングセレモニーに出演[12]
- 2003年 - Jリーグオールスターに2回目の出演[12]
- 2007年 - 結成10周年、サンタ隊が結成[12]。月下美人が一日限定出演
- 2011年 - 北海道日本ハムファイターズのファイターズガールと交流
- 2012年 - 結成15周年[12]、10月20日のJ1リーグ鹿島戦(札幌厚別)で歴代ドールズOGが記念パフォーマンス披露
- 2017年 - 結成20周年、10月29日のJ1リーグ鹿島戦(札幌ドーム)で歴代ドールズOGが記念パフォーマンス披露
- 2019年 - コスチュームの胸、袖、背中にスポンサー「Hard Rock」を表記

## 主な登場場面

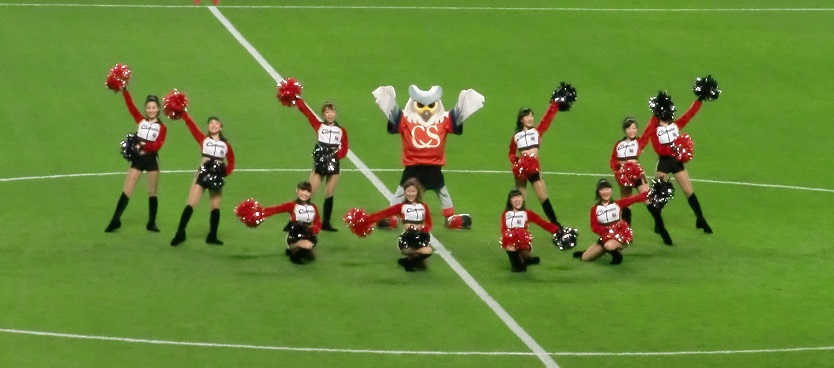
キックオフ50分前にダンスパフォーマンスするコンサドールズ（2014年4月29日）

- キックオフ50分前

ダンスパフォーマンスを披露
- 選手紹介
- 選手入場前（キックオフ10分前）
- ハーフタイム中

ダンスパフォーマンスを披露
- ゴール後
- 試合終了後（勝利の場合のみ）

ラインダンスを披露

## ダンスパフォーマンス テーマ曲
キックオフ50分前にダンスパフォーマンスを披露している使用テーマ曲。
- 2007年 GET READY[15] / テンプテーションズ
- 2008年 Wake me up[16]
- 2009年 Dancing Queen[17] / ABBA
- 2010年 ONE VISION[18]
- 2011年 SMILE[19]
- 2012年 JUMP[20] / ヴァン・ヘイレン
- 2013年 black cat[21] / ジャネット・ジャクソン
- 2014年 LOVE BEATLES[22] / ビートルズ『I Saw Her Standing There』
- 2015年 Rock And Roll All NITE[23] / キッス
- 2016年 Celebrate[24] / ピットブル
- 2017年 Phoenix[25] / フォール・アウト・ボーイ『The Phoenix』
- 2018年 SING[26] / ペンタトニックス『Sing』

## スタッフ
プロデューサー
- 金子桂子

ディレクター
- 千葉侑奈

コーチ
- 瀧口風子

## メンバー
2025年
| - 久保木真理（5年目） - 信太梨里碧（3年目） - 笠井梨希（2年目） - 近江莉英（サテライト） | - 黒田梨乃（サテライト） - 三井璃乃（サテライト） - 小野みりあ（サテライト） - 杉浦楓彩（サテライト） | - 橋本果蓮（サテライト） - 大阪仁香（サテライト） - 柴谷奏（サテライト） - 猪又杏莉（サテライト） |

2024年
| - 久保木真理（4年目） - 信太梨里碧（2年目） - 笠井梨希（1年目） - 金澤優花（1年目） | - 前田璃奈（1年目） - 髙橋千翔（サテライト） - 菱谷彩純（サテライト） - 高橋里穂（サテライト） | - 近江莉英（サテライト） - 黒田梨乃（サテライト） - 三井璃乃（サテライト） - 小野みりあ（サテライト） |

2023年
| - 久保木真理（3年目） - 信太梨里碧（1年目） - 永洞聖奈（サテライト） - 後藤優空（サテライト） | - 廣井莉音（サテライト） - 鳴海柊音（サテライト） - 笠井梨希（サテライト） - 金澤優花（サテライト） | - 境雫玖（サテライト） - 前田璃奈（サテライト） - 髙橋千翔（サテライト） - 菱谷彩純（サテライト） |

2022年
| - 瀧口風子（4年目） - 久保木真理（2年目） - 永洞聖奈（サテライト） - 後藤優空（サテライト） | - 廣井莉音（サテライト） - 鳴海柊音（サテライト） - 笠井梨希（サテライト） - 姫野倖（サテライト） | - 倉山百果（サテライト） - 清水こはる（サテライト） - 山ノ井陽香（サテライト） - 高橋里穂（サテライト） |

2021年
| - 瀧口風子（3年目） - 久保木真理（1年目） - 澤田美月（1年目） - 永洞聖奈（サテライト） | - 田中さくら（サテライト） - 姫野倖（サテライト） - 倉山百果（サテライト） - 清水こはる（サテライト） | - 山ノ井陽香（サテライト） - 石井友唯（サテライト） - 松浦玲奈（サテライト） |

2020年
| - 福井桜（2年目） - 瀧口風子（2年目） - 久保木真理（サテライト） - 須田来実（サテライト） | - 澤田美月（サテライト） - 西野琴羽（サテライト） - 姫野倖（サテライト） | - 倉山百果（サテライト） - 松浦玲奈（サテライト） - 石井友唯（サテライト） |

2019年
| - 村田夕奈（9年目、ディレクター） - 千葉侑奈（7年目、コーチ&キャプテン） - 湯浅凛香（2年目） - 福井桜（1年目） | - 瀧口風子（1年目） - 久保木真理（サテライト） - 須田来実（サテライト） - 澤田美月（サテライト） | - 斎藤帆乃華（サテライト） - 田中ゆき乃（サテライト） - 西野琴羽（サテライト） |

2018年
| - 村田夕奈（8年目、ディレクター） - 千葉侑奈（6年目、キャプテン） - 山﨑彩美（3年目） - 湯浅凛香（1年目） | - 小村実桜（サテライト） - 大桑奈緒（サテライト） - 岩井柚月（サテライト） - 久保木真理（サテライト） | - 須田来実（サテライト） - 田中さくら（サテライト） - 福井桜（サテライト） - 瀧口風子（サテライト） |

2017年
| - 千葉侑奈（5年目、キャプテン） - 兎澤朋乃樺（3年目） - 山﨑彩美（2年目） - 藤谷早希（1年目） | - 湯浅凛香（サテライト） - 小野愛莉（サテライト） - 高林寧々（サテライト） - 小村実桜（サテライト） | - 大桑奈緒（サテライト） - 渡辺美桜（サテライト） - 盛合佑月（サテライト） - 岩井柚月（サテライト） |

2016年
| - 村田夕奈（7年目、コーチ） - 千葉侑奈（4年目、キャプテン） - 伊藤明日美（2年目） - 兎澤朋乃樺（2年目） | - 山﨑彩美（1年目） - 豊原妃乃（サテライト） - 藤谷早希（サテライト） - 廣瀬玲菜（サテライト） | - 湯浅凛香（サテライト） - 大原萌愛（サテライト） - 小野愛莉（サテライト） |

2015年
| - 村田夕奈（6年目、キャプテン） - 千葉侑奈（3年目） - 京谷彩音（3年目） - 伊藤明日美（1年目） | - 兎澤朋乃樺（1年目） - 山﨑彩美（サテライト） - 森澤里帆（サテライト） | - 豊原妃乃（サテライト） - 竹内棒菜（サテライト） - 藤谷早希（サテライト） |

2014年
| - 村田夕奈（5年目、キャプテン） - 千葉侑奈（2年目） - 京谷彩音（2年目） - 高橋未唯（サテライト） | - 伊藤明日美（サテライト） - 兎澤朋乃樺（サテライト） - 山﨑彩美（サテライト） - 森澤里帆（サテライト） | - 髙林莉加（サテライト） - 豊原妃乃（サテライト） - 竹内棒菜（サテライト） |

2013年
| - 村田夕奈（4年目、キャプテン） - 千葉侑奈（1年目） - 京谷彩音（1年目） - 木元栞奈（1年目） | - 高橋未唯（サテライト） - 伊藤明日美（サテライト） - 兎澤朋乃樺（サテライト） - 山﨑彩美（サテライト） | - 森澤里帆（サテライト） - 髙林莉加（サテライト） - 茂木麻柚子（サテライト） |

2012年
| - 梶野志織（5年目、キャプテン） - 村田夕奈（3年目） - 藤島沙希恵（1年目） - 寺崎ひかる（サテライト） - 木元栞奈（サテライト） | - 千葉侑奈（サテライト） - 京谷彩音（サテライト） - 大泉杏梨（サテライト） - 高橋未唯（サテライト） - 葛西清美（サテライト） | - 長谷川奈央（サテライト） - 長谷川侑由（サテライト） - 伊藤明日美（サテライト） - 中島那奈（サテライト） - 川瀬あかり（サテライト） |

2011年
| - 西桜子（6年目、コーチ） - 梶野志織（4年目、キャプテン） - 村田夕奈（2年目） - 平田野乃実（サテライト） - 寺崎ひかる（サテライト） | - 木元栞奈（サテライト） - 千葉侑奈（サテライト） - 京谷彩音（サテライト） - 大泉杏梨（サテライト） - 藤島沙希恵（サテライト） | - 高橋未唯（サテライト） - 葛西清美（サテライト） - 長谷川奈央（サテライト） - 長谷川侑由（サテライト） |

2010年
| - 西桜子（5年目、キャプテン） - 梶野志織（3年目） - 村田夕奈（1年目） - 平田野乃実（サテライト） | - 寺崎ひかる（サテライト） - 木元栞奈（サテライト） - 千葉侑奈（サテライト） | - 京谷彩音（サテライト） - 大泉杏梨（サテライト） - 斉藤菜摘（サテライト） |

2009年
| - 野口悠羽（8年目、コーチ） - 西桜子（4年目、キャプテン） - 梶野志織（2年目） - 石黒菜摘（1年目） | - 村田夕奈（サテライト） - 河原こむぎ（サテライト） - 平田野乃実（サテライト） | - 斎藤凌子（サテライト） - 寺崎ひかる（サテライト） - 木元栞奈（サテライト） |

2008年
| - 野口悠羽（7年目、キャプテン） - 西桜子（3年目） - 大竹良子（2年目） - 梶野志織（1年目） - 村田夕奈（サテライト） | - 河原こむぎ（サテライト） - 石黒菜摘（サテライト） - 前北有希（サテライト） - 伊藤茉緒（サテライト） - 平田野乃実（サテライト） | - 斎藤凌子（サテライト） - 寺崎ひかる（サテライト） - 若林里奈（サテライト） - 小松紺奈（サテライト） |

2007年
| - 野口悠羽（6年目、キャプテン） - 西桜子（2年目） - 大竹良子（1年目） - 村田夕奈（サテライト） | - 河原こむぎ（サテライト） - 石黒菜摘（サテライト） - 前北有希（サテライト） - 伊藤茉緒（サテライト） | - 平田野乃実（サテライト） - 斎藤凌子（サテライト） - 十河夏歩（サテライト） |

2006年
| - 野口悠羽（5年目、キャプテン） - 大塚文英（1年目） - 服部みず穂（1年目） - 西桜子（1年目） | - 佐藤千明（サテライト） - 花田ありさ（サテライト） - 細川史帆（サテライト） - 大竹良子（サテライト） | - 村田夕奈（サテライト） - 河原こむぎ（サテライト） - 若林里奈（サテライト） - 柿崎愛維（サテライト） |

2005年
| - 野口悠羽（4年目） - 森麻美（2年目） - 黒山明日香（1年目） - 杉本綾子（1年目） | - 大塚文英（サテライト） - 服部みず穂（サテライト） - 佐藤千明（サテライト） - 西桜子（サテライト） | - 花田ありさ（サテライト） - 細川史帆（サテライト） - 大竹良子（サテライト） |

2004年
| - 渡部藍（4年目、キャプテン） - 野口悠羽（3年目） - 広瀬知美（3年目） - 佐伯舞子（2年目） - 山田麻衣子（2年目） | - 倉橋ひろみ（2年目） - 森麻美（1年目） - 大塚文英（サテライト） - 杉本綾子（サテライト） | - 溝口秋絵（サテライト） - 黒山明日香（サテライト） - 服部みず穂（サテライト） - 佐藤千明（サテライト） |

2003年
| - 渡部藍（3年目、キャプテン） - 野口悠羽（2年目） - 広瀬知美（2年目） - 佐伯舞子（1年目） - 山田麻衣子（1年目） | - 倉橋ひろみ（1年目） - 山岸浩子（1年目） - 服部祐子（サテライト） - 大塚文英（サテライト） - 杉本綾子（サテライト） | - 溝口秋絵（サテライト） - 境友絵（サテライト） - 小杉夏海（サテライト） - 久保田真奈美（サテライト） |

2002年
| - 武田華代（6年目、キャプテン） - 橋爪美香（6年目） - 高橋育美（6年目） - 千葉夏美（5年目） | - 渡部藍（2年目） - 野口悠羽（1年目） - 田中沙織（1年目） - 佐伯舞子（サテライト） | - 佐藤舞（サテライト） - 水高舞子（サテライト） - 服部祐子（サテライト） |

2001年
| - 武田華代（5年目、キャプテン） - 赤坂麻奈好（5年目） - 橋爪美香（5年目） - 高橋育美（5年目） - 千葉夏美（4年目） | - 吉田裕美（4年目） - 渡部藍（1年目） - 広瀬知美（1年目） - 野口悠羽（サテライト） - 田中沙織（サテライト） | - 佐伯舞子（サテライト） - 佐藤舞（サテライト） - 水高舞子（サテライト） - 南波糸江（サテライト） - 佐々木歩（サテライト） |

2000年
| - 武田華代（4年目、キャプテン） - 赤坂麻奈好（4年目） - 橋爪美香（4年目） | - 高橋育美（4年目） - 千葉夏美（3年目） - 吉田裕美（3年目） | - 関口薫（2年目） - 安藤紫乃（2年目） - 渡部藍（サテライト） |

1999年
| - 武田華代（3年目、キャプテン） - 赤坂麻奈好（3年目） - 橋爪美香（3年目） | - 高橋育美（3年目） - 千葉夏美（2年目） - 吉田裕美（2年目） | - 関口薫（1年目） - 安藤紫乃（1年目） - 武井薫（1年目） |

1998年
| - 武田華代（2年目、キャプテン） - 赤坂麻奈好（2年目） | - 橋爪美香（2年目） - 高橋育美（2年目） | - 千葉夏美（1年目） - 吉田裕美（1年目） |

1997年
| - 金子桂子（1年目、プロデューサー） - 武田華代（1年目、キャプテン） | - 赤坂麻奈好（1年目） - 橋爪美香（1年目） | - 高橋育美（1年目） |

## エピソード
- 歌手のYU-Aは2002年に当時最年少の16歳でドールズユースに選ばれた。
- 西桜子の実兄はサッカー選手の西大伍。
- NMB48の堀詩音はドールズジュニアからドールズユースに2010年まで所属していた[27][28]。
- 千葉夏美の実姉は元北海道文化放送アナウンサーの千葉朱里。
- 2024年のFUJIFILM SUPER CUP内のJリーグチア大集合に久保木真理と信太梨里碧が参加。